# 1928 au Nouveau-Brunswick
Chronologie du Nouveau-Brunswick
- 1924
- 1925
- 1926
- 1927
- 1928
- 1929
- 1930
- 1931
- 1932

Cette page concerne des événements d'actualité qui se sont produits durant l'année 1928 dans la province canadienne du Nouveau-Brunswick.

## Événements
- 11 janvier : 1er vol commercial au départ de l'aéroport de Moncton.
- 28 décembre : Hugh Havelock McLean succède à William Frederick Todd comme lieutenant-gouverneur du Nouveau-Brunswick.

## Naissances
- 17 janvier : Léonard Forest, artiste, cinéaste et poète.
- 9 mars : Roméo Savoie, architecte, peintre et poète.
- 16 novembre : Dick Gamble, joueur de hockey.
- 29 décembre : Fernand Dubé, député et ministre.

## Décès
- 28 avril : George Gerald King, député et sénateur.